# Junie Astor
Pour les articles homonymes, voir Astor.
Junie Astor, de son nom civil Rolande Jeanne Risterucci, née à Marseille le 21 décembre 1911 et morte le 22 août 1967 à Sainte-Magnance, est une comédienne française.
En 1937, elle reçoit le prix Suzanne-Bianchetti qui couronne le plus prometteur talent féminin de l'année.
Elle fut l'épouse du réalisateur Bernard de Latour pendant six ans et exerça des activités de productrice auprès de son époux dans leur société Astor-Films.

## Biographie
Junie Astor fait des études de danse classique et débute au théâtre en 1931. Elle commence sa carrière cinématographique en 1933.
Elle tient son premier rôle important en 1934 (et le seul rôle féminin du film) lorsqu'elle paraît dans Adémaï aviateur de Jean Tarride aux côtés de Noël-Noël et Fernandel.
On la remarque également en 1936 au milieu d'une myriade d'autres artistes, Danielle Darrieux, Valentine Tessier, Eve Francis, Betty Stockfeld..., dans le Club de femmes de Jacques Deval.
Jean Renoir lui fait confiance et lui offre le second rôle féminin des Bas-fonds.
Sa prestation en 1937 dans Le Coupable de Raymond Bernard lui vaut le prix Suzanne-Bianchetti.
Junie apparaît encore en tête d'affiche dans Battement de cœur de Henri Decoin (1940) avec Claude Dauphin, Adrienne Lecouvreur de Marcel L'Herbier (1938) et dans trois films italiens. Mais elle doit se contenter de rôles secondaires dans des œuvres plus importantes : Noix de coco avec Raimu, L'Éternel Retour avec Jean Marais et Madeleine Sologne.
En 1942, elle fait partie du groupe d'acteurs qui, à l'invitation du docteur Dietrich chef des services de la Propaganda Abteilung de Paris, visitent les studios cinématographiques de Berlin aux côtés de Viviane Romance, René Dary, Suzy Delair, Danielle Darrieux et Albert Préjean,.
Elle retrouve un dernier grand rôle grâce à Bernard de Latour dans Du Guesclin en 1949.
Sa carrière comme actrice se termine dans les années 1960 avec des films alimentaires de série B comme Business, Interpol Contre X, l'Homme de l'Interpol ou sous les caméras de José Bénazéraf dans Joë Caligula - Du suif chez les dabes.
Elle se retire de l'interprétation pour diriger deux cinémas sur les Grands-Boulevards parisiens, une activité à laquelle elle se consacre pleinement lorsque son métier d'actrice ne lui donne plus la même satisfaction. Le premier se nommait « l'Astor » et le second le « Rio Opéra ».
Junie Astor est morte dans un accident de voiture à Sainte-Magnance,. Elle est inhumée au cimetière de Bagneux, dans la trente-sixième division.

## Filmographie
- 1933 : D'amour et d'eau fraîche de Félix Gandéra
- 1933 : Étienne de Jean Tarride : Henriette
- 1934 : Adémaï aviateur de Jean Tarride : Marguerite
- 1935 : Tovaritch de Jacques Deval, Jean Tarride, Germain Fried et Victor Trivas : La bonne
- 1935 : Stradivarius de Géza von Bolváry et Albert Valentin
- 1935 : Joli Monde de René Le Hénaff : Clara Soleil
- 1936 : Mayerling d'Anatole Litvak
- 1936 : La Garçonne de Jean de Limur
- 1936 : Train de plaisir de Léo Joannon : La fleuriste
- 1936 : Club de femmes de Jacques Deval : Hélène
- 1936 : Au service du tsar de Pierre Billon : Lucie Leroy, une chanteuse
- 1936 : 27, rue de la Paix de Richard Pottier : Olly
- 1936 : Toi, c'est moi de René Guissart : Viviane
- 1936 : Les Bas-fonds de Jean Renoir : Natacha
- 1937 : Le Coupable de Raymond Bernard : Louise Donadieu
- 1937 : La Bête aux sept manteaux de Jean de Limur
- 1937 : Police mondaine de Michel Bernheim et Christian Chamborant
- 1937 : Passeurs d'hommes de René Jayet : Elisabeth Nelissen
- 1937 : Monsieur Breloque a disparu de Robert Péguy : Francine
- 1938 : Adrienne Lecouvreur de Marcel L'Herbier : La duchesse de Bouillon
- 1938 : Noix de coco de Jean Boyer : Colette Ventadour
- 1938 : Petite Peste de Jean de Limur : Georgette Rousson
- 1939 : Un mare di guai de Carlo Ludovico Bragaglia : Adriana
- 1939 : Deuxième Bureau contre Kommandantur de René Jayet et Robert Bibal : Mme Lecœur
- 1939 : Quartier Latin de Pierre Colombier et Christian Chamborant : Flossie
- 1939 : Entente cordiale de Marcel L'Herbier : Une actrice
- 1939 : Carnaval de Venise (Il carnevale de Venezia) de  Giuseppe Adami et Giacomo Gentilomo : Tonina
- 1940 : Battement de cœur d'Henri Decoin : la femme de l'ambassadeur
- 1940 : Tutto per la donna de Mario Soldati : Elsa Ducro
- 1941 : Fromont jeune et Risler aîné de Léon Mathot : Claire Fromont
- 1941 : Patrouille blanche de Christian Chamborant : Sandra
- 1943 : L'Éternel Retour de Jean Delannoy : Nathalie, la brune
- 1945 : L'Invité de la onzième heure de Maurice Cloche : Isabelle
- 1946 : Les Beaux Jours de roi Murat de Théophile Pathé : La reine Caroline
- 1946 : L'Homme de la nuit de René Jayet : Rosemonde
- 1946 : Triple enquête de Claude Orval
- 1947 : Cargaison clandestine de Alfred Rode
- 1947 : La Dame d'onze heures de Jean Devaivre : Hélène Tassin
- 1948 : L'échafaud peut attendre de Albert Valentin : Maître Fontanie, avocate
- 1948 : Piège à hommes de Jean Loubignac
- 1949 : Du Guesclin de Bernard de Latour : Tiphaine Raguenel, celle qui épouse Du Guesclin
- 1949 : Un certain monsieur de Yves Ciampi : Edmée Lamour / Augustine
- 1949 : La Souricière de Henri Calef : Simone Lesourd
- 1950 : La Belle Image de Claude Heymann : La Sarrazine
- 1950 : Coupable ? de Yvan Noé : Suzanne
- 1951 : Boîte de nuit de Alfred Rode : Evelyne
- 1954 : Escalier de service de Carlo Rim, dans le sketch Les Béchard : Aline Béchard
- 1956 : Les Truands de Carlo Rim : Mlle Puc, la couturière
- 1957 : Les Violents de Henri Calef : Irène Raalten
- 1957 : Isabelle a peur des hommes de Jean Gourguet : Béatrice, la mère d'Isabelle
- 1957 : La Peau de l'ours de Claude Boissol : Mme Terrasse
- 1957 : Mademoiselle Strip-tease de Pierre Foucaud : La directrice du cabaret
- 1959 : Business de Maurice Boutel : L'avocate
- 1960 : Interpol contre X de Maurice Boutel : Magda
- 1961 : Cadavres en vacances de Jacqueline Audry : Mme Lever
- 1961 : Les Cinq Dernières Minutes, épisode Cherchez la femme de Claude Loursais série TV
- 1965 : L'Homme de l'Interpol de Maurice Boutel : Wanda
- 1966 : Joë Caligula, du suif chez les dabes de José Bénazéraf : La femme du gangster

## Théâtre
- 1933 : Lundi 8 heures de George S. Kaufman et Edna Ferber, mise en scène Jacques Baumer, théâtre des Ambassadeurs
- 1951 : Ombre chère de Jacques Deval, mise en scène de l'auteur, théâtre Édouard VII
- 1953 : La Garce et l'ange de Frédéric Dard, mise en scène Michel de Ré,   théâtre du Grand Guignol